# Michel Granger (auteur)
Pour les articles homonymes, voir Michel Granger.
Michel Granger né en 1943 est un scientifique de formation, ingénieur chimiste, docteur en chimie physique,, et écrivain français.
Passionné d'anomalies, de faits et de phénomènes inexplicables et de paranormal, il y consacre de nombreuses enquêtes et écrits depuis 1972.

## Carrière
Michel Granger a fait sa carrière professionnelle comme cadre au sein d’une grande société industrielle française productrice de gaz liquéfiés : recherche, production, puis qualité. Il est l’auteur de plusieurs brevets.
De 1985 à 2008, comme pigiste, il a tenu une chronique hebdomadaire régulière dans le journal régional Dimanche le journal de Saône-et-Loire sur l’actualité et l’histoire de l’étrange et du mystérieux.
Il a publié plus d'une centaine de critiques de livres policiers anciens et écrit des œuvres de fiction dont certaines sont mises en ligne.
En retraite depuis 2005, il continue sa quête de l'inexpliqué en tant qu’écrivain indépendant. Il a créé en 2016 un blog où il expose ses idées.

## Publications

### Livres
Douze ouvrages dans le genre « réalisme fantastique et mystère » :
- L'Alchimie, superscience extra-terrestre ?, en collaboration avec J. Carles, éditions Albin Michel, 1972. ASIN B003UADUIQ. Traduit en espagnol (Plaza & Janes)  (ISBN 84-01-31054-7), portugais (Eldorado), brésilien (Livraria Eldorado Tijuca)  (ISBN 84-01-47041-2) et grec (Asteri).
- Terriens ou Extra-terrestres ?, éditions Albin Michel, 1973  (ISBN 8401310814). Traduit en espagnol (Plaza & Janes)  (ISBN 84-01-31081-4) (publié en poche  (ISBN 84-01-47061-7)) et portugais-brésilien (Nova Fronteira). Publié en livre de poche J'ai Lu : L'Aventure mystérieuse en 1977,  (ISBN 2-277-51349-0).
- Extra-terrestres en exil !, éditions Albin Michel, 1975,  (ISBN 2-226-00128-X). Traduit en espagnol (Plaza & Janes) 4509,  (ISBN 84-01-31096-2), et publié en français au Danemark (Grafisk).
- Des sous-dieux au surhomme, en collaboration avec J. Carles, éditions Albin Michel, 1977,  (ISBN 2-226-00438-6). Traduit en allemand (W. Heyne),  (ISBN 3-453-01344-1).
- L'Héritage des extra-terrestres, éditions Albin Michel, 1977,  (ISBN 2-226-00516-1). Traduit en Italien (Salani),  (ISBN 052179207X).
- La Face cachée du ciel, éditions Albin Michel, 1979,  (ISBN 2-226-00825-X).
- L'Homme, conscience de la matière, en collaboration avec Y. Torre, éditions Présence, 1983,  (ISBN 2-901696-29-5).
- Le Grand Carnage ; des milliers milliers d’animaux mutilés par des êtres venus d’ailleurs, éditions Vertiges du Nord/Carrère, 1986,  (ISBN 2-86804-324-0) et 2-86957-048-0.
- La Synchronicité, en collaboration avec Jean Moisset, éditions Archè, 1999,  (ISBN 88-7252-206-4), Milan, Italie.
- Mutilations de bétail, en Amérique et ailleurs... 30 ans de mystère extraterrestre ?, JMG Éditions, 2003,  (ISBN 2-912507-97-9).
- Coïncidences. Hasard ou Destinée ?, en collaboration avec Jean Moisset, éditions TRAJECTOIRE, 2003,  (ISBN 2-84197-274-7).
- Cela peut vous arriver demain !, Paranormal : Les 50 événements qui peuvent changer votre vie, en collaboration avec J. Moisset, 2005,  (ISBN 2-915164-50-9), JMG Éditions.
- L'Apogée: l'avenir en perspective, en collaboration avec Jacques Carles, éditions Pygmasoft, 2020,  (ISBN 978-2-491709-00-6).
- La Saga de l'Ectoplasme: Enquête critique et objective sur le phénomène des matérialisations médiumniques d'hier et aujourd'hui, Tome 1, Le Mouvement spirite francophone, 2021,  (ISBN 978-2-492234-06-4).
- La Saga de l'Ectoplasme: Enquête critique et objective sur le phénomène des matérialisations médiumniques d'hier et aujourd'hui, Tome 2, Le Mouvement spirite francophone, 2023,  (ISBN 978-2-492234-15-6).

### Articles
Plus de 1 500 articles et « chroniques », sur le paranormal, les anomalies et les énigmes de la science, publiés dans diverses revues :
- scientifiques : La Recherche : six articles entre 1979 et 1989 sur les ovnis et la NASA, les anomalies lunaires, les extraterrestres…
- parascientifiques : La Gazette Fortéenne, Revue Française de Parapsychologie, Études Métapsychiques, Bulletin Métapsychique, Revue Spirite, etc.

revues spécialisées :
- ufologiques : La Revue des soucoupes volantes, Anomalies, Phénomènes spatiaux, Ufomania Magazine, Flying Saucer Review, Beta Tauri, etc.
- parapsychologiques : Parasciences et Transcommunication[10], Les Cahiers du réalisme fantastique/Les Cahiers du chêne d’or, etc.
- sur le mystérieux : Nostra, Atlantis, Phréatique, Renaître 2000, L'Étrange Magazine, L'Inconnu, Le Monde de l'Inconnu, Le Monde inconnu[11], Étrangetés et Mystères, Science et Magie, Sciences interdites, Fortean Times, etc.
- suppléments d'hebdomadaires (VSD, Samedi et Cie) et journaux (Courrier de Saône-et-Loire et Dimanche Saône-et-Loire).
- revues électroniques : Chroniques de Mars, Éditions Arqa[12], Taverne de l’étrange[13].

Depuis l'an 2000, Michel Granger mène une longue enquête dans le domaine du spiritisme.